# 라자 재프리
라자 재프리(Raza Jaffrey, 1975년 5월 28일 ~ )는 잉글랜드의 배우이다.

## 출연 작품
- 스위트 걸 - 비노드 샤 역